# 中村優斗
中村 優斗（なかむら ゆうと、2003年2月8日 - ）は、長崎県諫早市出身のプロ野球選手（投手）。右投左打。東京ヤクルトスワローズ所属。

## 経歴

### プロ入り前
諫早市立長田小学校で2年生の時に野球を始め、諫早市立長田中学校では軟式野球部に所属していた。
「県庁で働いて地元に貢献したい」という思いから、公務員への就職実績が高かった長崎県立諫早農業高等学校へ進学。1年秋からエースを務めた。3年夏は新型コロナウイルスの影響で公式戦が中止となり、県で行われた独自大会では初戦敗退。思うような形で高校野球を終えられず、公務員よりも野球への思いが強くなった。
愛知工業大学監督を務める元プロ野球選手の平井光親に見出されて同校に進学し、1年春から先発を任された。投球の幅を広げるために山本由伸の動画を参考に変化球を習得したり、走り込みや本格的なウエイトトレーニングに取り組んだことで、150km/hを超える速球が投げられるようになった。2024年3月に開催された「カーネクスト 侍ジャパンシリーズ2024 日本vs欧州代表」では大学生ながら日本代表に選出された。
2024年10月24日に行われたプロ野球ドラフト会議で東京ヤクルトスワローズから1位指名を受けた。11月18日に名古屋市内のホテルで入団交渉に臨み、契約金1億円プラス出来高、年俸1600万円で仮契約を結んだ（金額は推定）。背番号は15。担当スカウトは余田雄飛。

### ヤクルト時代
2025年は、春季キャンプを一軍でスタートすることが示唆されていたが、新人合同自主トレーニング中に上半身の違和感を訴えたため一部別メニューで調整。春季キャンプは二軍でスタートした。イースタン・リーグで主に先発として8試合に登板し、0勝1敗、防御率3.24の結果を残すと、6月22日に初めて出場選手登録された。同日の対オリックス・バファローズ戦（明治神宮野球場）にプロ初登板・初先発し、5回1失点で負け投手となった。

## 選手としての特徴
最速160km/hのストレート、切れ味抜群のスライダー、平井光親（大学時代の監督）からの進言で習得したフォークを武器とする。その他に、カーブやカットボールも織り交ぜる。
プロ入りまでに肩肘等に大きな故障がないタフネスさも持ち味。

## 詳細情報

### 記録
初記録
投手記録
- 初登板・初先発登板：2025年6月22日、対オリックス・バファローズ3回戦（明治神宮野球場）、5回1失点（自責点1）で敗戦投手[15]
- 初奪三振：同上、1回表に西川龍馬から空振り三振
- 初勝利・初先発勝利：2025年7月3日、対広島東洋カープ10回戦（MAZDA Zoom-Zoom スタジアム広島）、5回無失点[17]

打撃記録
- 初打席：2025年6月22日、対オリックス・バファローズ3回戦（明治神宮野球場）、3回裏に曽谷龍平から空振り三振
- 初安打：2025年7月20日、対広島東洋カープ12回戦（明治神宮野球場）、2回裏に玉村昇悟から左前安打[18]

### 背番号
- 15（2025年[2] - ）

### 代表歴
- 2024年 ハーレムベースボールウィーク 日本代表